# Diocèse de Sikasso
Le diocèse de Sikasso a été établi le 6 juillet 1963, en remplacement de la préfecture apostolique de Sikasso, créée le 12 juin 1947. Il relève de l’archidiocèse de Bamako.

## Liste des évêques de Sikasso
- 6 juillet 1963 - 9 juillet 1976 : Didier Pérouse de Montclos
- 8 juillet 1976-3 novembre 1996 : Jean-Baptiste Maria Cissé (de)
- 5 novembre 1998-27 mars 2020 : Jean-Baptiste Tiama, transféré à Mopti
- 14 décembre 2022-25 juillet 2024 : Robert Cissé[1], transféré à Bamako